# Amul

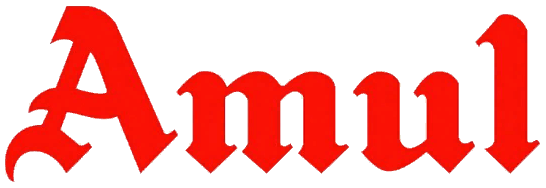
Logo

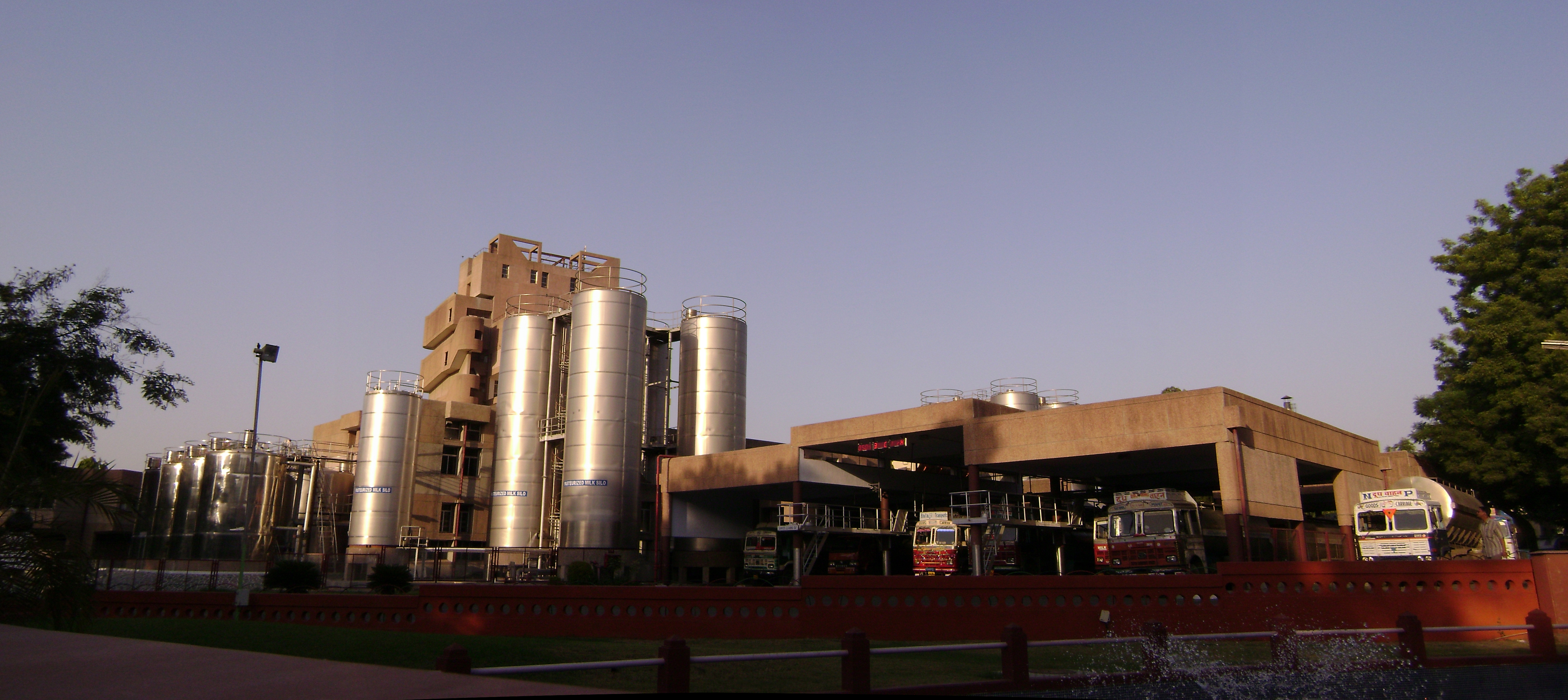

Amul ist eine indische Molkereigenossenschaft mit Sitz in Anand im Bundesstaat Gujarat. Das Unternehmen hat einen Umsatz von ca. 5,7 Milliarden Euro. Amul ist ein genossenschaftlich geführtes Unternehmen im Besitz der Gujarat Co-operative Milk Marketing Federation Ltd. (GCMMF). GCMMF arbeitet mit 3,6 Millionen Milcherzeugern zusammen.

## Geschichte
Kaira District Milk Union Limited (später umbenannt in Amul) wurde 1946 durch Tribhuvandas Patel, Verghese Kurien und Harichand Megha Dalaya gegründet. Tribhuvandas Patel wurde unter der Führung von Sardar Vallabhbhai Patel der Gründungsvorsitzende der Organisation und leitete sie bis zu seiner Pensionierung in den 1970er Jahren.